# Біла Глина (Білоглинський район)
Біла Глина (рос. Белая Глина) — село Росії, адміністративний центр Білоглинського району Краснодарського краю, центр Білоглинського сільського поселення.
Розташовано за 200 км на північний схід від Краснодару, на березі степової річки Розсипна (притока Середнього Єгорлика).
Станція Білоглинська на залізниці Тихоріцьк — Сальськ. Населення — 17,8 тис. мешканців (2002).
Назву село отримало по родовищах каоліну.

## Історія
Станом на 1873 рік у селі, центрі Білоглинської волості Медвеженського повіту Ставропольської губернії, мешкало 11 207 осіб (6171 чоловічої статі та 5036 — жіночої), переважно православних росіян, налічувалось 1363 дворових господарства, існували 2 православні церкви, каплиця, народне штатне училище, постоялий будинок, 4 шкіряних заводи, водяний млин, 4 маслобійні, 5 хлібних магазинів, 37 питних будинків, 4 рейнських погреба, шинок, 12 лавок.
За переписом 1897 року кількість мешканців зросла до 19508 осіб (9918 чоловічої статі та 9590 — жіночої), з яких 19151 — православної віри.
У селі загинув відомі діячі Білого руху Російської республіки Михайло Жебрак-Русанович (1918) і Володимир Крижанівський.